# Aspidoglossum dissimile
Aspidoglossum dissimile är en oleanderväxtart som först beskrevs av Nicholas Edward Brown, och fick sitt nu gällande namn av Frances Kristina Kupicha. Aspidoglossum dissimile ingår i släktet Aspidoglossum och familjen oleanderväxter. Inga underarter finns listade i Catalogue of Life.